# Gavialosuchus
Gavialosuchus is een geslacht van uitgestorven krokodilachtigen uit de familie der Gavialidae. Fossielen van Gavialosuchus zijn gevonden in Noord-Amerikaanse en Europese lagen uit het Laat-Oligoceen tot het Vroeg-Plioceen. Er zijn drie soorten bekend:
- Gavialosuchus eggenburgensis
- Gavialosuchus americanus
- Gavialosuchus carolinensis

Er is ook nog een soort die nog niet benoemd is uit het Mioceen van Georgië bekend. Het is niet zeker of deze soort ook tot het geslacht Gavialosuchus gerekend moet worden. Gavialosuchus was binnen de Gavialidae nauw verwant aan de hedendaagse onechte gaviaal of Tomistoma schlegelii.

## Vondst en naamgeving
In 1885 werd de typesoort Gavialosuchus eggenburgensis benoemd door Toula en Kail. In 1905 werd Gavialosuchus americanus benoemd door Sellards, maar hij dacht dat het hier om een soort van het geslacht Tomistoma ging. Sellards gaf het fossiel daarom de naam Tomistoma americanus. Later werd de naam veranderd in Gavialosuchus americanus. In 1996 werd Gavialosuchus carolinensis benoemd door Erickson. Myrick Jr. opperde in 2001 dat Gavialosuchus americanus een synoniem van Thecachampsa antiquus was. Piras et al. opperde in 2007 dat zowel Gavialosuchus americanus als Gavialosuchus carolinensis tot het geslacht Thecachampsa gerekend moeten worden. Jouve et al. lieten zien dat in ieder geval Gavialosuchus americanus niet tot het geslacht Thecachampsa gerekend kon worden. Over Gavialosuchus carolinensis is nog niets beslist.

## Uiterlijke kenmerken

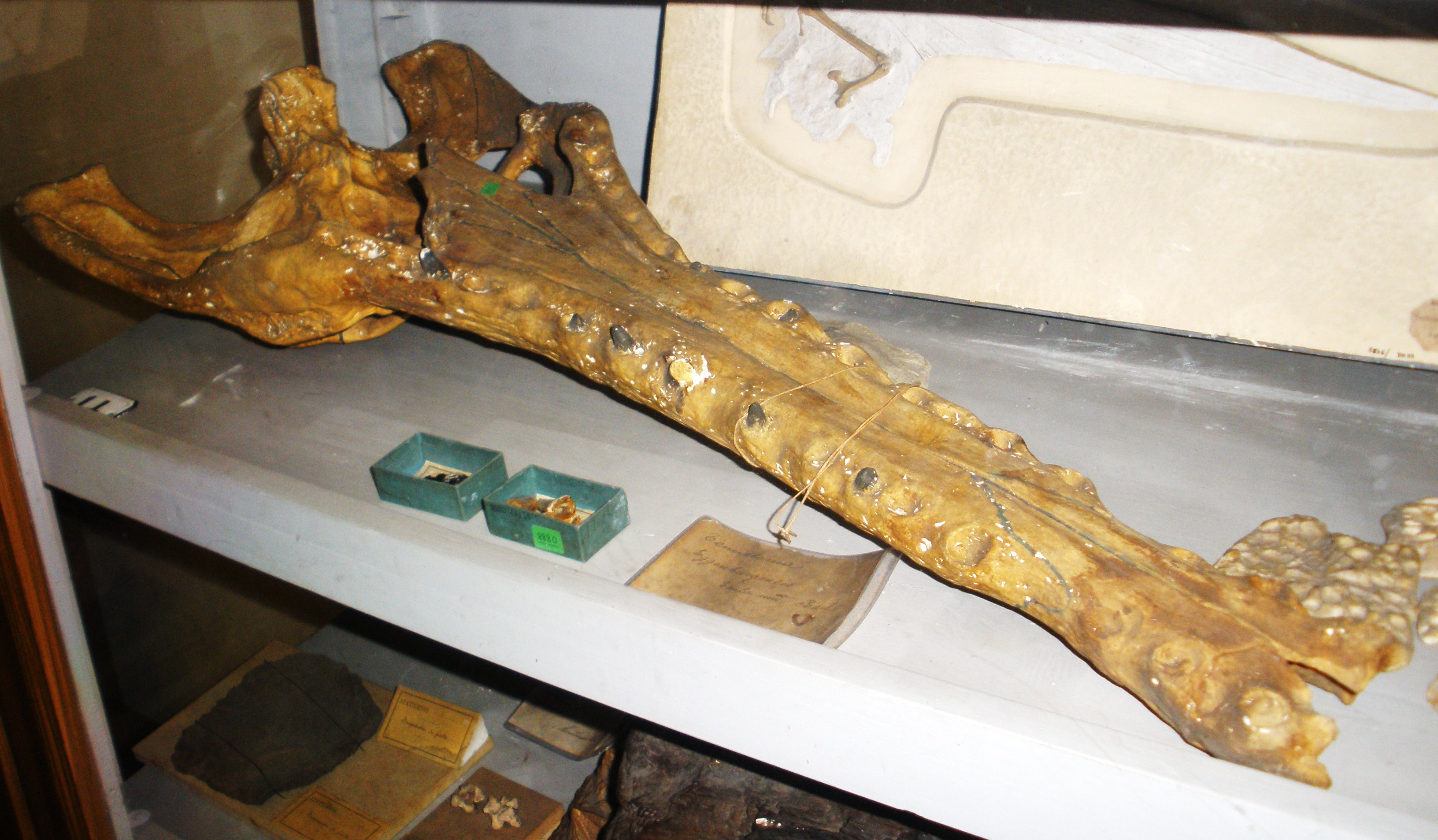
De fossiele onderkaak van Gavialosuchus eggenburgensis.

Gavialosuchus had de typische lange kaken voor een gaviaalachtige. Deze waren dun, hoewel dikker dan die van de Gangesgaviaal en zeer sterk. De kaken zaten zo in elkaar dat alleen de voorste tanden in elkaar schoven. De achterste tanden konden elkaar niet meer raken. Het kaakgewricht laat zien dat de bek waarschijnlijk zeer ver geopend kon worden. De tanden waren spijkerachtig, maar tegelijk ook vrij dik. De neusgaten zaten vooraan en de ogen erg hoog op de kop. Hierdoor hoefde Gavialosuchus zijn kop slechts een klein stukje uit het water te tillen. Afgezien van de verschillen in grootte verschilde Gavialosuchus zich van de hedendaagse Tomistoma door een klein groepje dikke osteodermen op de kop, boven de ogen, en op de zijkanten van de onderkaak. Verder leek het lichaam van Gavialosuchus verrassend veel op dat van de Tomistoma, het lichaam van Gavialosuchus was alleen iets meer aangepast aan een leven in het water. Het lichaam was bijvoorbeeld iets meer gestroomlijnd. De staart was lang en de poten vrij kort. Het is niet bekend of dit dier zwemvliezen had. Het hele lichaam was bedekt met osteodermen. Dit zijn harde, dikke schubben die alle hedendaagse krokodilachtigen hebben. Deze osteodermen zijn te vinden op plekken als de rug, de staart, de buik, de poten en bij Gavialosuchus ook de kop. Gavialosuchus werd in vergelijking met moderne gavialen zeer groot. De soort Gavialosuchus carolinenesis was vijf en een halve meter lang en de soort Gavialosuchus americanus kon een lengte van bijna tien meter (9,75 meter) bereiken en had een schedel van honderdtweeëndertig centimeter.

## Levenswijze
Gavialosuchus was anders dan hedendaagse gaviaalachtigen een marien geslacht. Gavialosuchus voelde zich echter ook thuis in zoet of brak water, dat wil zeggen rivieren en meren. Hoewel Gavialosuchus goed kon zwemmen bleef hij meestal dicht bij de kust. In de paartijd zwommen de Gavialosuchus waarschijnlijk massaal de rivier op om naar meren te gaan of daar te blijven om te paren. Tot de tijd dat de eieren gelegd werden bleven de vrouwtjes waarschijnlijk in de rivieren of meren om vervolgens aan land te gaan en eieren te leggen. Het kan zijn dat de moeder bij het nest bleef om de jongen te beschermen tegen roofdieren zoals andere krokodilachtigen als Diplocynodon in Europa, als ze uitgekomen waren, maar het kan ook zijn dat de moeder terug naar zee ging en dat de jongen er alleen voor stonden. Als het laatste het geval was bleven ze waarschijnlijk in de rivieren totdat ze groot genoeg waren om zich te redden in de zee. De jongen gingen vermoedelijk pas naar zee als ze een lengte van ongeveer drie meter hadden bereikt. Het kan echter ook zijn dat de eieren op het strand gelegd werden net als bij zeeschildpadden het geval is. Natuurlijk is er de mogelijkheid dat de jongen levend geboren werden, maar aangezien dit bij de nauw verwante Tomistoma (onechte gaviaal) niet zo gaat, is dat onwaarschijnlijk.

## Eetpatroon
Gavialosuchus was duidelijk een carnivoor, dit kan men opmaken uit de scherpe en puntige tanden. Het was voornamelijk een viseter, maar at ook weleens jongen of zelfs volwassen exemplaren van andere mariene krokodilachtigen, zeeschildpadden, zeekoeien, walvisachtigen en als hij er een te pakken kon krijgen at hij ook zeevogels. Als Gavialosuchus in meren was kan het zijn dat hij vlak bij de kant lag met alleen de ogen en neusgaten boven water, loerend op een potentiële prooi. Mocht er eentje langskomen en bij het meer komen drinken, binnen bereik van Gavialosuchus, zou de Gavialosuchus uit het water opspringen met een krachtige slag van zijn staart om vervolgens het prooidier bij de kop of de nek te grijpen en het dier het water in te sleuren. Anders dan de hedendaagse Gangesgaviaal kon Gavialosuchus dit wel omdat de kaken dikker en sterker waren dan bij zijn moderne verwant. De Gangesgaviaal kan alleen vis eten met zijn dunne kaken omdat hij anders het risico loopt deze te breken. Tot de prooidieren van Gavialosuchus die op het land leefden behoorden vermoedelijk herten, paarden en andere middelgrote grazers. Ook kleine roofdieren als wolfachtigen, katachtigen en in het Oligoceen ook kleine creodonten. Ook watervogels, amfibieën en zoogdieren die dicht bij of in het water leefden behoorden tot de prooien van volwassen Gavialosuchus. De jongen joegen in de rivieren waarschijnlijk op kleinere dieren als hagedissen, schildpadden, kikkers, salamanders, vissen en soms misschien ook kleinere krokodilachtigen of hun jongen.

## Ecologie
Omdat Gavialosuchus het grootste roofdier in dat gebied was, had hij weinig te vrezen van andere roofdieren zoals haaien, die talrijk waren in de kustwateren. Toen Gavialosuchus uitstierf werd deze niche als toproofdier niet ingenomen door andere mariene krokodilachtigen, die in dat gebied rond dezelfde tijd als Gavialosuchus uitstierven, maar door haaien en dolfijnen. Gavialosuchus leefde samen met andere dieren uit de kustwateren zoals doejongs als Metaxytherium, Nanosiren en Rytiodus, dolfijnen als Kentriodon en Pomatodelphys, baleinwalvissen als Cetotherium en haaien als Hemipristis serra, een uitgestorven verwant van de hedendaagse Hemipristis elongatus. In de Europese rivieren en meren leefde Gavialosuchus ook naast de alligatorachtige Diplocynodon.

## Fylogenie
Gavialosuchus was een typisch lid van de onderfamilie der Tomistominae die in de familie der Gavialidae geplaatst wordt, hoewel vroeger werd gedacht dat de Tomistominae tot de familie der Crocodylidae gerekend moesten worden. Nu is het echter bekend dat de Tomistominae naast de onderfamilie der Gryposuchinae en de onderfamilie der Gavialinae binnen de Gavialidae geplaatst moeten worden. In de Tomistominae stond Gavialosuchus niet bij de zeer basale soorten en ook niet bij de zeer geanvanceerde soorten, maar er ergens tussen in. Binnen de Tomistominae was Gavialosuchus zeer nauw verwant aan Thecachampsa en misschien ook Paratomistoma en Kentisuchus. Mochten Archochampsa, Eogavialis en Megadontosuchus tot de Tomistominae behoren, dan kan het zijn dat Gavialosuchus ook aan hen verwant was, in het speciaal Eogavialis. De plaatsing van soorten buiten de Tomistominae is onzeker en soorten die nu tot de onderfamilie der Gavialinae gerekend worden, als Rhamphosuchus, kunnen later een lid van de Tomistominae blijken te zijn.